# Площадь Кальяо
Площадь Кальяо (исп. Plaza de Callao) — площадь в центре Мадрида, столицы Испании. Она расположена в конце улицы Калье-дель-Кармен и делит улицу Калье-де-Пресьядос на два участка, а также даёт начало третьему участку Гран-Виа, который ведёт к площади Испании. Площадь Кальяо, как и второй участок Гран-Виа, появилась в период с 1917 по 1922 год, хотя окончательные работы по её устройству были завершены только в 1927 году.

## История
Площадь существовала ещё до начала градостроительных преобразований, приведших к созданию Гран-Виа в 1910 году. Её пространство располагалось за аррабалем (окраиной) Сан-Мартин. Площадь была названа в честь морского сражения при Кальяо, в котором в ходе Первой тихоокеанской войны испанский флот 2 мая 1866 года атаковал укреплённый перуанский портовый город Кальяо. Она имела небольшую территорию, занимавшую часть улиц Калье-де-Пресьядос и Калье-де-Хакометресо (до преобразований эта улица пролегала от площади Ред-де-Сан-Луис).
После того, как 4 февраля 1917 года начались работы на Гран-Виа, стала расширяться и площадь Кальяо, заняв почти ту же территорию, что и сегодня. Первые проекты по преобразованию предусматривали расширение Калье-де-Пресьядос («Реформа по продлению Калье-де-Пресьядос»), что позволило бы увеличить пропускную способность улицы, ведущей до площади Пуэрта-дель-Соль. От этой идеи отказались в пользу проекта Гран-Виа, реализованного в итоге. 
В 1939 году, после окончания гражданской войны, предприниматель Антонио Родилья открыл на площади небольшую кондитерскую, которая стала отправной точкой по созданию испанской сети ресторанов быстрого питания Rodilla. В 1952 году в южном части площади появился универмаг Galerías Preciados, который построил предприниматель Пепин Фернандес на участке незадолго до этого снесённого здания отеля «Флорида» (архитектор Антонио Паласиос). 1 июля 1960 года площадь Кальяо предстала в своём нынешнем виде, будучи открытой после реконструкции. В конце 2009 и начале 2010 года вся площадь Кальяо была преобразована в пешеходную зону, а на соседнюю Калье-де-Хакометресо было перенесено автобусное движение, которые ранее осуществлялось на площади.
В настоящее время через площадь ежегодно перемещаются 113 миллионов человек и 51 000 автомобилей ежедневно (по прилегающим Гран-Виа и Калье-де-Хакометресо). Пространство площади Кальяо позволяет вместить до 10 000 человек.

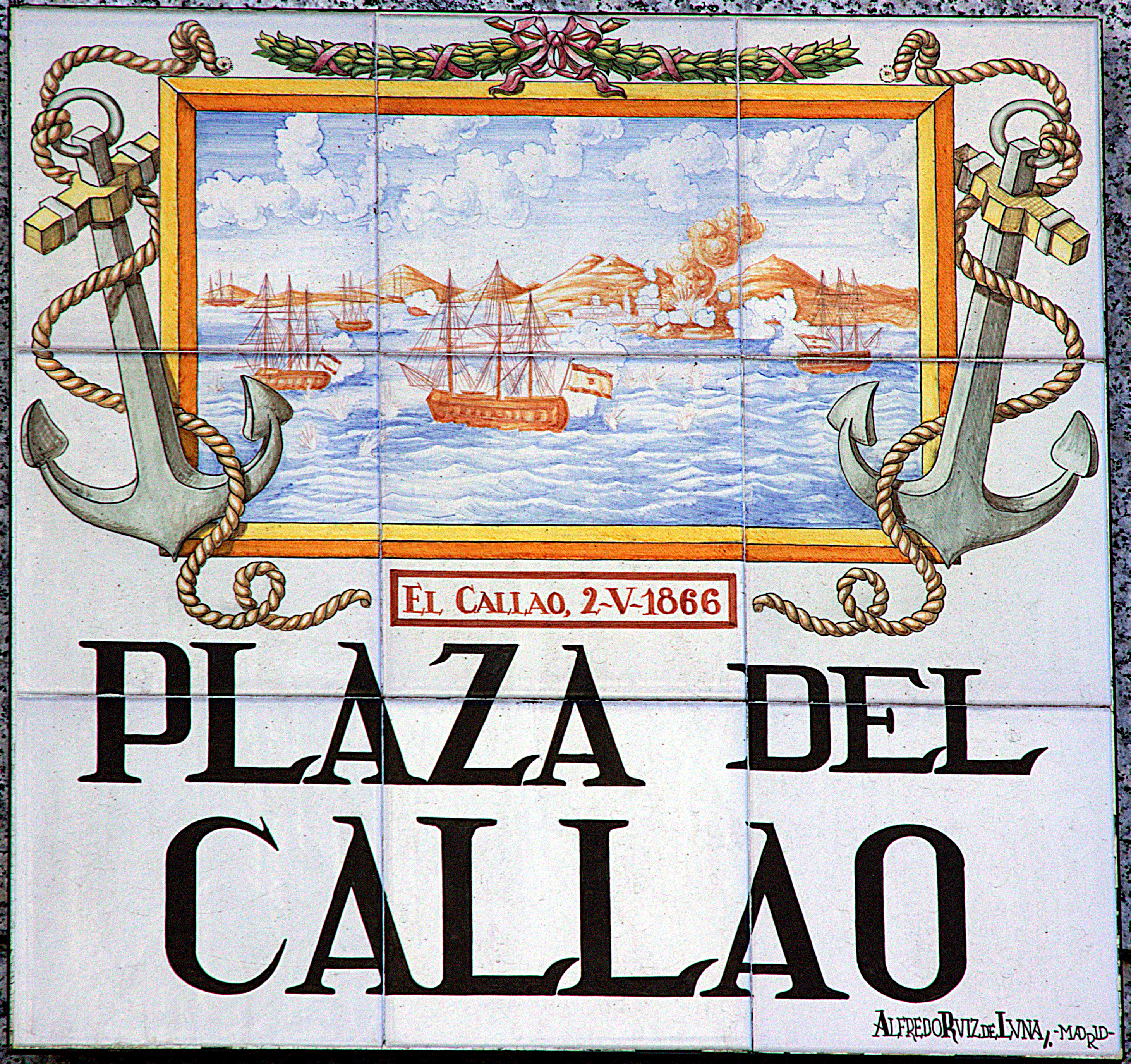
Табличка с названием площади, работа керамиста Альфредо Руиса де Луны[исп.].
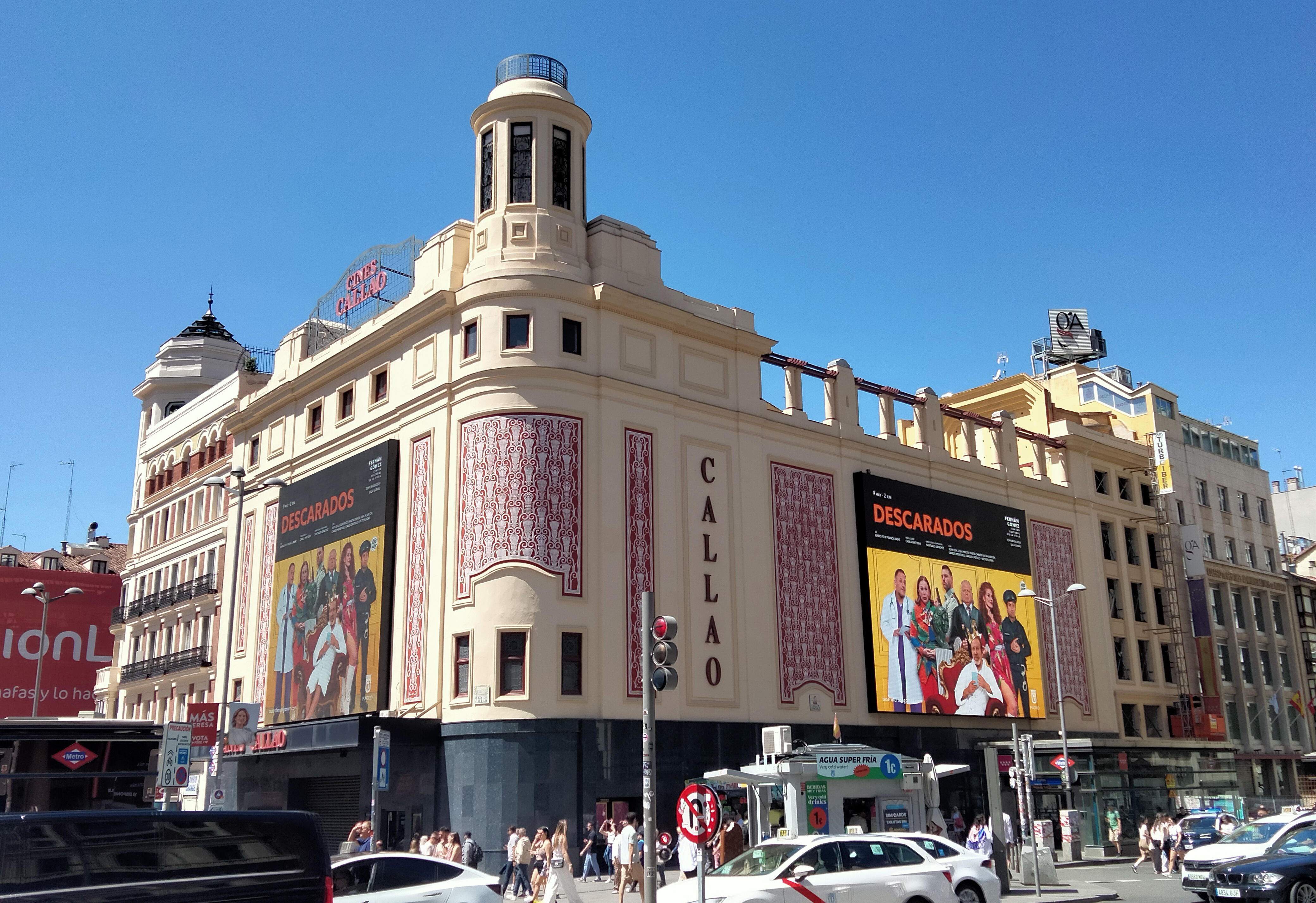
Кинотеатр «Кальяо[исп.]», площадь Кальяо, дом 3.
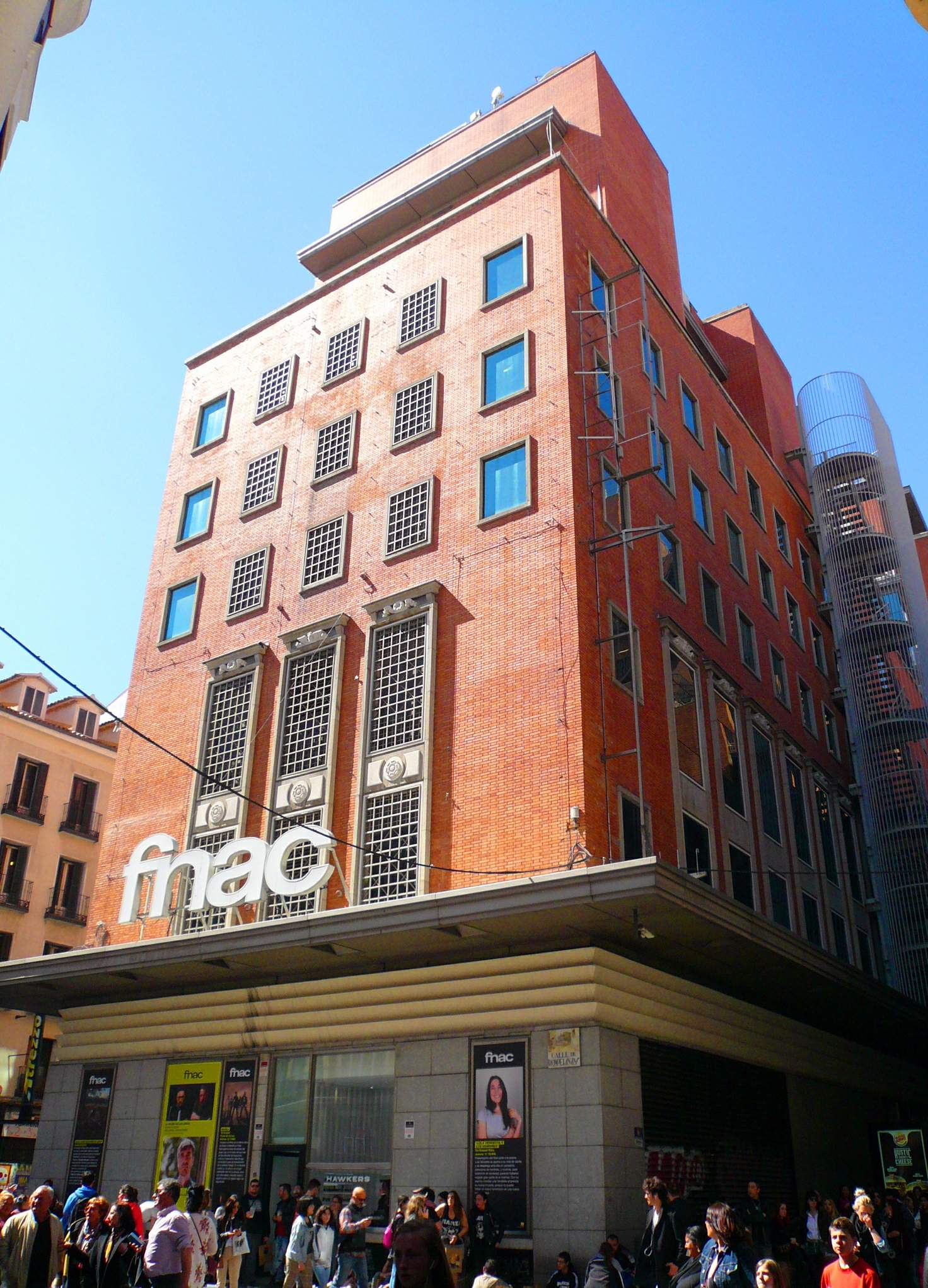
Здание Фнак[исп.]», площадь Кальяо, дом 5.
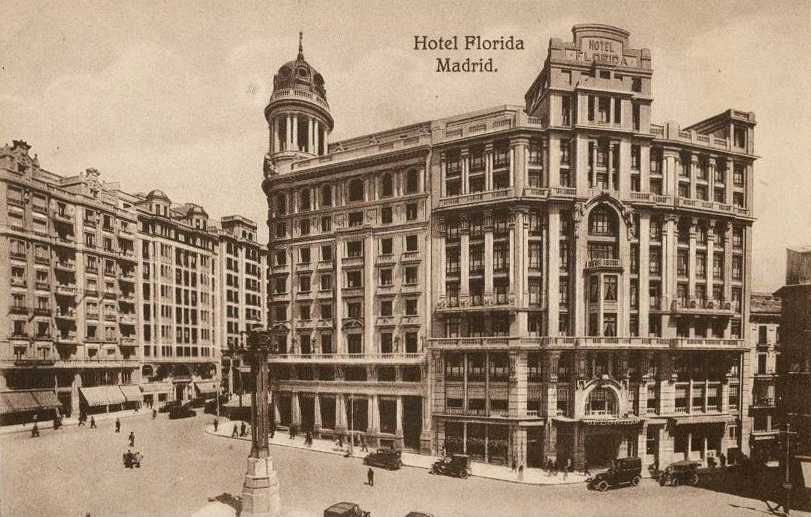
Отель «Флорида».
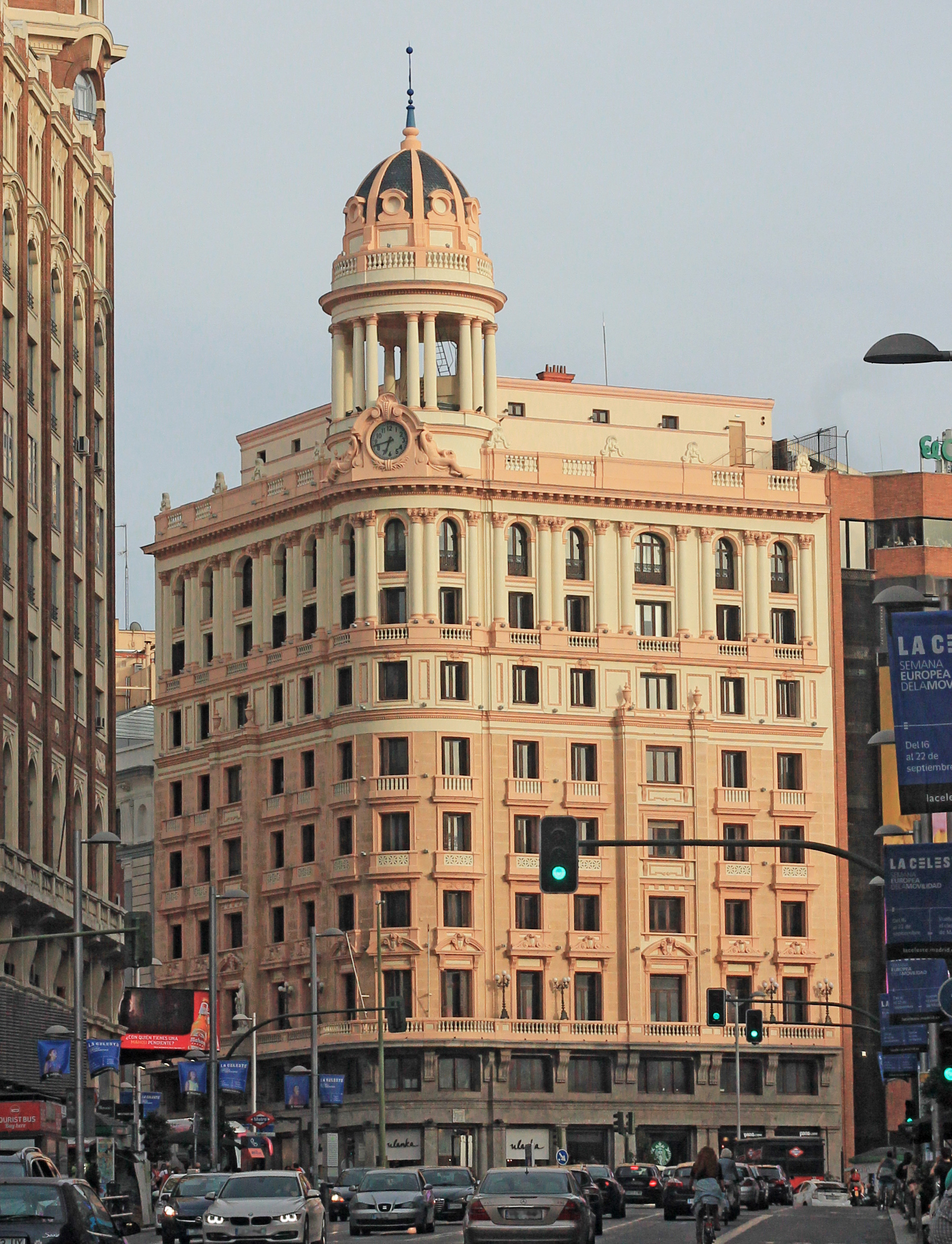
Здание Ла-Адриатика[исп.]», площадь Кальяо, дом 3.